# 安斯·阿琪
《安斯·阿琪》 是一部於1927年上映的荷屬東印度（今印度尼西亞）默片，也是當地第二部劇情片，僅次於1926年的《黑猴》。故事講述一名土著男子揮霍無度，使全家陷入貧困。這部電影在東印度群島的票房成績很好，在新加坡卻慘澹收場。

## 劇情
一名土著男子拋棄了自己年輕貌美的妻子安斯·阿琪（Eulis Atjih）和孩子，開始過上花天酒地的生活。自此安斯·阿琪陷入貧窮。過了幾年，這名男子回到家中，也變得一貧如洗。

## 製作
《安斯·阿琪》的製片商爪哇電影公司（Java Film Co.）在1926年拍攝了荷屬東印度第一部電影《黑猴》，不過這部電影的票房收入不好，令公司陷入財困。因此，在拍攝《安斯·阿琪》的時候，公司必須尋求贊助商支持他們的工作。該片改編自巽他族小說家尤哈納發表的同名小說，由G·克魯格爾斯執導，是一部黑白默片。
《安斯·阿琪》是東印度群島第二部劇情片，也是當地第二部起用土著演員的電影，主演是阿爾薩德（Arsad）和蘇克莉婭（Soekria）。在宣傳的時候，製片商強調了電影起用土著演員的特點，例如泗水東方戲院（Orient Theatre）宣傳這部電影的海報就提到，電影中土著演員的演技足以媲美任何一個歐美演員。另外，宣傳廣告也使用了「印度尼西亞」一詞，這個詞語直到1928年《青年誓言》面世之後才正式成為人們稱呼東印度群島的首選詞。

## 題材
印尼電影史學家米斯巴赫·尤薩·比蘭指出，這部電影展示了東印度群島土著的婚喪風俗，起到教育荷蘭人的作用，並教導土著，揮霍無度的後果就是窮困潦倒。

## 發行和反響
《安斯·阿琪》於1927年發行，於當年8月在萬隆上映。到9月時，影片也在泗水上映。這部電影在東印度群島的票房表現很好，特別受當地華人歡迎，也獲得影評人的好評。報章《泗水記者》（Pewarta Soerabaja）的影評形容，在電影中，飾演安斯·阿琪的演員在生活無憂的時候很是漂亮，陷入貧窮後卻變得像一個農村人。在放映該片時，泗水的戲院邀請了卡雲先生（Tuan Kayoon）領班的格朗章樂團前來伴奏。
爪哇電影公司和克魯格爾斯在海外發行該片的時候，注重提到它的民族誌性質，結果這部電影在新加坡慘澹收場。

## 備註
1. ↑  原文：

## 腳註
1. ↑  孙志远 1995，第50頁.
2. 1 2 3  Filmindonesia.or.id, Eulis Atjih.
3. 1 2 3  Biran 2009，第72頁.
4. 1 2  Biran 2009，第76頁.
5. ↑  Biran 2009，第97頁.
6. ↑  Biran 2009，第379頁.
7. ↑  Biran 2009，第74頁.
8. 1 2 3  Biran 2009，第73頁.

## 外部連結
- 互联网电影数据库（IMDb）上《安斯·阿琪》的资料（英文）